# Речин
Речин (пол. Reczyn) — село в Польщі, у гміні Бодзанув Плоцького повіту Мазовецького воєводства.
Населення — 127 осіб (2011).
У 1975-1998 роках село належало до Плоцького воєводства.

## Демографія
Демографічна структура станом на 31 березня 2011 року:
|          | Загалом | Допрацездатний вік | Працездатний вік | Постпрацездатний вік |
| -------- | ------- | ------------------ | ---------------- | -------------------- |
| Чоловіки | 59      | 12                 | 39               | 8                    |
| Жінки    | 68      | 16                 | 36               | 16                   |
| Разом    | 127     | 28                 | 75               | 24                   |